# Jürgen Engel (Diplomat)
Jürgen Engel (* 25. Juni 1946 in Bensberg) ist ein deutscher Diplomat. Er war von 2007 bis 2011 Botschafter an der deutschen Botschaft in Kingston, Jamaika. Er ist verheiratet und hat zwei Kinder.

## Leben
Nach dem Besuch einer Fachhochschule für Wirtschaft begann Engel 1965 eine Ausbildung für den gehobenen Dienst im Auswärtigen Amt in Bonn, wo er bis 1970 tätig war. Zwischen 1970 und 1984 machte er Stationen an den Botschaften in Accra, Buenos Aires, Hanoi und San Salvador, an letzteren beiden als stellvertretender Botschafter. 1984 begann er eine Ausbildung zum höheren diplomatischen Dienst und war im Anschluss bis 1989 in Bonn tätig, wohin er nach dreijährigem Dienst in Lima wieder zurückkehrte. Von 1994 bis 1998 war er stellvertretender Botschafter in Guatemala-Stadt. Bis 2001 war er als stellvertretender Referatsleiter im Auswärtigen Amt beschäftigt, bevor er erneut als stellvertretender Botschafter nach San Salvador ging. Von 2004 bis 2005 leitete er das deutsche Verbindungsbüro für den Kosovo in Priština. Im Anschluss wurde er stellvertretender Botschafter in Kolumbien. Von 2007 bis 2011 war Engel Botschafter der Bundesrepublik Deutschland in Kingston, Jamaika.